# Meester van de Brugse Passietaferelen

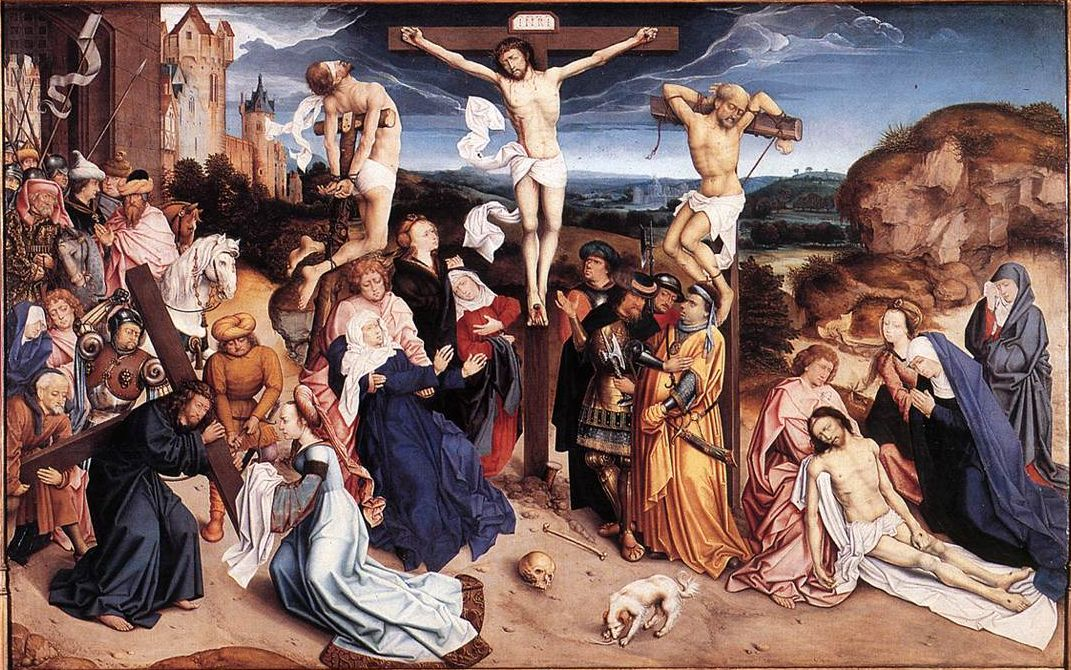
De calvarieberg met kruisdraging en bewening - Sint-Salvatorskathedraal Brugge

De Meester van de Brugse Passietaferelen is de noodnaam die gebruikt wordt voor een anoniem schilder van het einde van de 15e, begin van de 16e eeuw die actief was in Brugge. Hij kreeg zijn naam naar een passietafereel dat aan hem werd toegeschreven: de Calvarieberg uit de Sint-Salvatorskathedraal in Brugge. 
Zoals veel van de anonieme Vlaamse Primitieven werd ook deze meester op de kaart geplaatst door Max Jakob Friedländer. Na de tentoonstelling Les Primitifs Flamands in 1902 te Brugge bracht Friedländer deze Calvarieberg in verband met de Ecce Homo die bewaard wordt in de National Gallery te Londen en het Mirakel van de Sint Antonius en de ezel van het Museo del Prado in Madrid. Bij de naamgeving van de meester liet hij zich inspireren door een op een metalen plaatje geschilderde inscriptie, die zich op de lijst van het werk bevond met de tekst Meeren 1500. Hij bedacht de anonymus met de noodnaam Brugse meester van 1500. Toen hij later, in 1931, de datering van het schilderij herzag, bleef de oude noodnaam toch in gebruik. M. Davies stelde in 1945 de nieuwe naam Meester van de Brugse Passietaferelen voor. Nu wordt het werk gedateerd op omstreeks 1515.
Volgens Dirk De Vos maken het koele coloriet en een archaïserende eclectische stijl deze Meester verwant aan de Meester van het Heilig Bloed, maar hij is een betere ambachtsman. De tekening van zijn composities is perfect uitgewerkt en de ruimtelijke opbouw en plaatsing van zijn personages is correct. Deze Meester ontleende motieven aan Robert Campin of de Meester van Flémalle en Memling maar ook aan Martin Schongauer en Albrecht Dürer. Onder meer de man met paard en tulband links op de Calvarieberg zijn een combinatie van motieven uit twee houtsneden van Dürer.
In de Calvarieberg brengt de Meester de Kruisdraging, de Kruisiging en de Bewening samen op één paneel, terwijl het eigenlijk gebruikelijk was die over de zijpanelen en het middenpaneel te spreiden. Sommige kunsthistorici noemden dit vrij uitzonderlijk, maar Hans Memling had dit ook al gedaan op zijn beroemde Passie van Christus, bewaard in de Galleria Sabauda te Turijn, waarop hij 22 passietaferelen verenigde in één beeldverhaal.  Dit werk was trouwens gekend door onze Meester want de groep links van het kruis met Onze-Lieve-Vrouw en Johannes is letterlijk overgenomen uit het werk van Memling.

## Weblinks
- (nl)  Calvarie online informatie op de website "De Vlaamse primitieven"
- (en)  Ecce Homo online beschrijving van het werk op de website van de National Gallery.
- (en)  Sint Antonius en het mirakel van de ezel, afbeelding en informatie op internet.